# Shahriar Mandanipour
Shahriar Mandanipour est un auteur iranien, né le 15 février 1957 à Chiraz.

## Biographie
Il étudie les sciences politiques et participe à la guerre contre l'Irak.
Ses premières nouvelles paraissent en 1989, mais est interdit de publication dans son pays entre 1992 et 1997, année où il subit une tentative d'assassinat commanditée par la police secrète. Son premier roman est publié en 1998. Il obtient en 2004 le prix du meilleur livre iranien pour la jeunesse en 2004.
En butte à la censure, il émigre aux États-Unis en 2006, où il devient écrivain en résidence à Harvard, puis à Boston.